# Іван з Обехова

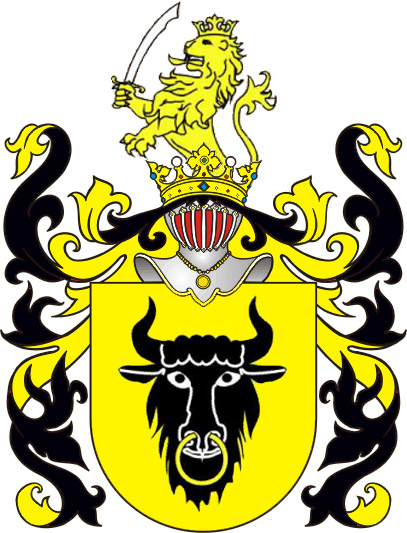
Варіант гербу Венява

Іван з Обехова, також Іван з Обихова, Іван з Голухова, Карнина, Обехова, Івон, Іво Голий, Іво з Карвін, Іво з Обєхова, Ян Голий, Ян Голиган, Ґоліґан з Обєхова гербу Венява (пол. Iwan z Obiechowa; ? — 1437) — шляхтич, військовий та урядник Королівства Польського (Яґеллонів), зокрема, й Українських земель.

## Життєпис
Походив з місцевості Карвін (околиці Мєхува). 
1395 року набув від Ґоворка та Якуша зі Слупця (з підтвердженням короля Ягайла) за 1000 празьких грошів маєтності поблизу Єнджеюва: Обехув, Венґжинув, Ясєніце, корчми в Єдльчі. 1400 року був шремським каштеляном. Управляв королівщинами на Куявії разом із Миколаєм Заклікою з Мензиґур (пол. Mikołaj Zaklika z Międzygórza) гербу Сокира — канцлером Королівства Польського. Брав участь у битві під Ґрюнвальдом 1410 року на чолі коругви роду «Венявитів». 1412 року як «Ян Голий зі Стшалкова» згаданий учасником турнірів двору короля Угорщини як один з оршака короля Ягайла. 1413 року брав участь в Городельській унії. 1420-го купив у Яна з Рашкова частини сіл Тчини (пол. Tczyny) та Свойчани (пол. Swojczany) за 150 польських гривень.
Посади: сьремський каштелян, львівський (генеральний Русі) староста (згаданий з 28 жовтня 1411 по 2 травня 1421), великорадця краківський у 1399 році.
Як генеральний руський староста був присутнім під час урочистостей з нагоди входження на посаду у Львові латинського архиєпископа Яна Жешовського, які відбулись у надвечір'я Різдва Христового 1414 року. Доброчинець католицького монастиря в Любліні.

### Сім'я
Був одружений з Малґожатою — донькою Пйотра Кміти, дідичкою Динівських маєтків (Сяноцька земля). Через їх загарбання шваґром Миколаєм Кмітою (1436 року) в судах захищав права дружини. Помер під час процесу між 22 квітня та 25 листопада 1437 року.
Правдоподібно, його сином був Рафаїл з Голухова.